# Sāqī Beyg
Sāqī Beyg (persiska: Sāqī Beyk, ساقی بیگ, Sāqī Bag) är en ort i Iran.   Den ligger i provinsen Khorasan, i den nordöstra delen av landet, 600 km öster om huvudstaden Teheran. Sāqī Beyg ligger 1 502 meter över havet och antalet invånare är 719.
Terrängen runt Sāqī Beyg är varierad. Runt Sāqī Beyg är det ganska tätbefolkat, med 56 invånare per kvadratkilometer. Närmaste större samhälle är Solţān Meydān, 2,0 km nordost om Sāqī Beyg. Trakten runt Sāqī Beyg består i huvudsak av gräsmarker.